# Hoàng Bình
Hoàng Bình (chữ Hán giản thể: 黄平县, bính âm: Huángpíng Xiàn, âm Hán Việt: Hoàng Bình huyện) là một huyện thuộc Châu tự trị dân tộc Miêu và dân tộc Đồng Kiềm Đông Nam, tỉnh Quý Châu, Cộng hòa Nhân dân Trung Hoa. Huyện này có diện tích 1668 km², dân số năm 2002 là 330.000 người. Mã số bưu chính của huyện Hoàng Bình là 556100. Chính quyền huyện Hoàng Bình đóng ở trấn Tân Châu. Về mặt hành chính, huyện này được chia thành 8 trấn và 3 hương.
- Trấn: Tân Châu, Trọng An, Cốc Lũng, Dã Động Hà, Thượng Đường, Cựu Châu, Lãng Động và Bình Khê.
- Hương: Ông Bình, Nhất Oản Thủy và Thị Phòng.